# GPR37L1
GPR37L1 (англ. G protein-coupled receptor 37 like 1) – білок, який кодується однойменним геном, розташованим у людей на короткому плечі 1-ї хромосоми.  Довжина поліпептидного ланцюга білка становить 481 амінокислот, а молекулярна маса — 52 771.
| 10         |  | 20         |  | 30         |  | 40         |  | 50         |
| ---------- |  | ---------- |  | ---------- |  | ---------- |  | ---------- |
| MRWLWPLAVS |  | LAVILAVGLS |  | RVSGGAPLHL |  | GRHRAETQEQ |  | QSRSKRGTED |
| EEAKGVQQYV |  | PEEWAEYPRP |  | IHPAGLQPTK |  | PLVATSPNPG |  | KDGGTPDSGQ |
| ELRGNLTGAP |  | GQRLQIQNPL |  | YPVTESSYSA |  | YAIMLLALVV |  | FAVGIVGNLS |
| VMCIVWHSYY |  | LKSAWNSILA |  | SLALWDFLVL |  | FFCLPIVIFN |  | EITKQRLLGD |
| VSCRAVPFME |  | VSSLGVTTFS |  | LCALGIDRFH |  | VATSTLPKVR |  | PIERCQSILA |
| KLAVIWVGSM |  | TLAVPELLLW |  | QLAQEPAPTM |  | GTLDSCIMKP |  | SASLPESLYS |
| LVMTYQNARM |  | WWYFGCYFCL |  | PILFTVTCQL |  | VTWRVRGPPG |  | RKSECRASKH |
| EQCESQLNST |  | VVGLTVVYAF |  | CTLPENVCNI |  | VVAYLSTELT |  | RQTLDLLGLI |
| NQFSTFFKGA |  | ITPVLLLCIC |  | RPLGQAFLDC |  | CCCCCCEECG |  | GASEASAANG |
| SDNKLKTEVS |  | SSIYFHKPRE |  | SPPLLPLGTP |  | C          |  |            |

A: Аланін

C: Цистеїн

D: Аспарагінова кислота

E: Глутамінова кислота

F: Фенілаланін

G: Гліцин

H: Гістидин

I: Ізолейцин

K: Лізин

L: Лейцин

M: Метіонін

N: Аспарагін

P: Пролін

Q: Глутамін

R: Аргінін

S: Серин

T: Треонін

V: Валін

W: Триптофан

Кодований геном білок за функціями належить до рецепторів, g-білокспряжених рецепторів, білків внутрішньоклітинного сигналінгу, фосфопротеїнів. 
Задіяний у такому біологічному процесі як поліморфізм. 
Локалізований у клітинній мембрані, мембрані.